# Ten Minutes Older
Ten Minutes Older es un proyecto fílmico de 2002 integrado por la recopilación de dos largometrajes titulados The Trumpet y The Cello. El proyecto fue concebido por el productor Nicolas McClintock, como una reflexión sobre el tema del tiempo en el cambio de milenio. Fueron invitados quince cineastas reconocidos para crear su propia visión de lo que el tiempo significa en diez minutos de película. La música de las compilaciones fue compuesta por Paul Englishby e interpretada por Hugh Masekela (The Trumpet) y Claudio Bohorques (The Cello).

## Concepción
El proyecto está dedicado a Herz Frank y Juris Podnieks (camarógrafo), quienes filmaron un cortometraje homónimo en 1978. Rodado en un único plano secuencia de diez minutos y en una única toma, retrata los rostros de un niños que contemplan una obra de marionetas en la que se representa una lucha entre el bien y el mal. Su título hace referencia a uno de los niños, que experimenta, en diez minutos, todas las emociones que repetirá a lo largo de la vida: alegría, emoción, miedo, pena. Con sólo diez minutos de duración, está considerado uno de los momentos cumbre del cine documental. Veinticuatro años después, siete directores rodaron la película homenaje al cortometraje de Frank. Las condiciones para participar eran sencillas: cada cortometraje sólo podía durar diez minutos, como en el corto original, tenía que tratar el tema del tiempo y debía aparecer un reloj al menos en una ocasión. A su vez, todos los cortometrajes están conectados por el nombre del director a la manera de un ideograma japonés seguido de una imagen acuática que hace referencia a una meditación de Marco Aurelio sobre el flujo del tiempo y un tema compuesto por Paul Englishby en el que domina un solo de trompeta.

## Estreno y presentaciones
The Trumpet fue estrenada en la sección Un Certain Regard del Festival de Cannes 2004. The Cello fue estrenada en la sección oficial del Festival de Cine de Venecia 2002.
El cortometraje original y el proyecto fílmico han sido presentados juntos en dos ocasiones: en el Festival de Cine de Yamagata en 2004 y en el festival español de cine documental Punto de Vista en 2006.  

## Ten Minutes Older: The Trumpet
Dirigido por:
- Aki Kaurismäki (segmento "Dogs Have No Hell")
- Víctor Erice (segmento "Lifeline")
- Werner Herzog (segmento "Ten Thousand Years Older")
- Jim Jarmusch (segmento "Int. Trailer. Night.")
- Wim Wenders (segmento "Twelve Miles to Trona")
- Spike Lee (segmento "We Wuz Robbed")
- Chen Kaige (segmento "100 Flowers Hidden Deep")

## Ten Minutes Older: The Cello
Dirigido por:
- Bernardo Bertolucci (segmento "Histoire d'eaux")
- Mike Figgis (segmento "About Time 2")
- Jirí Menzel (segmento "One Moment")
- István Szabó (segmento "Ten Minutes After")
- Claire Denis (segmento "Vers Nancy")
- Volker Schlöndorff (segmento "The Enlightenment")
- Michael Radford (segmento "Addicted to the Stars", protagonizado por Daniel Craig)
- Jean-Luc Godard (segmento "Dans le noir du temps")